# Erlöserkirche (Chur)

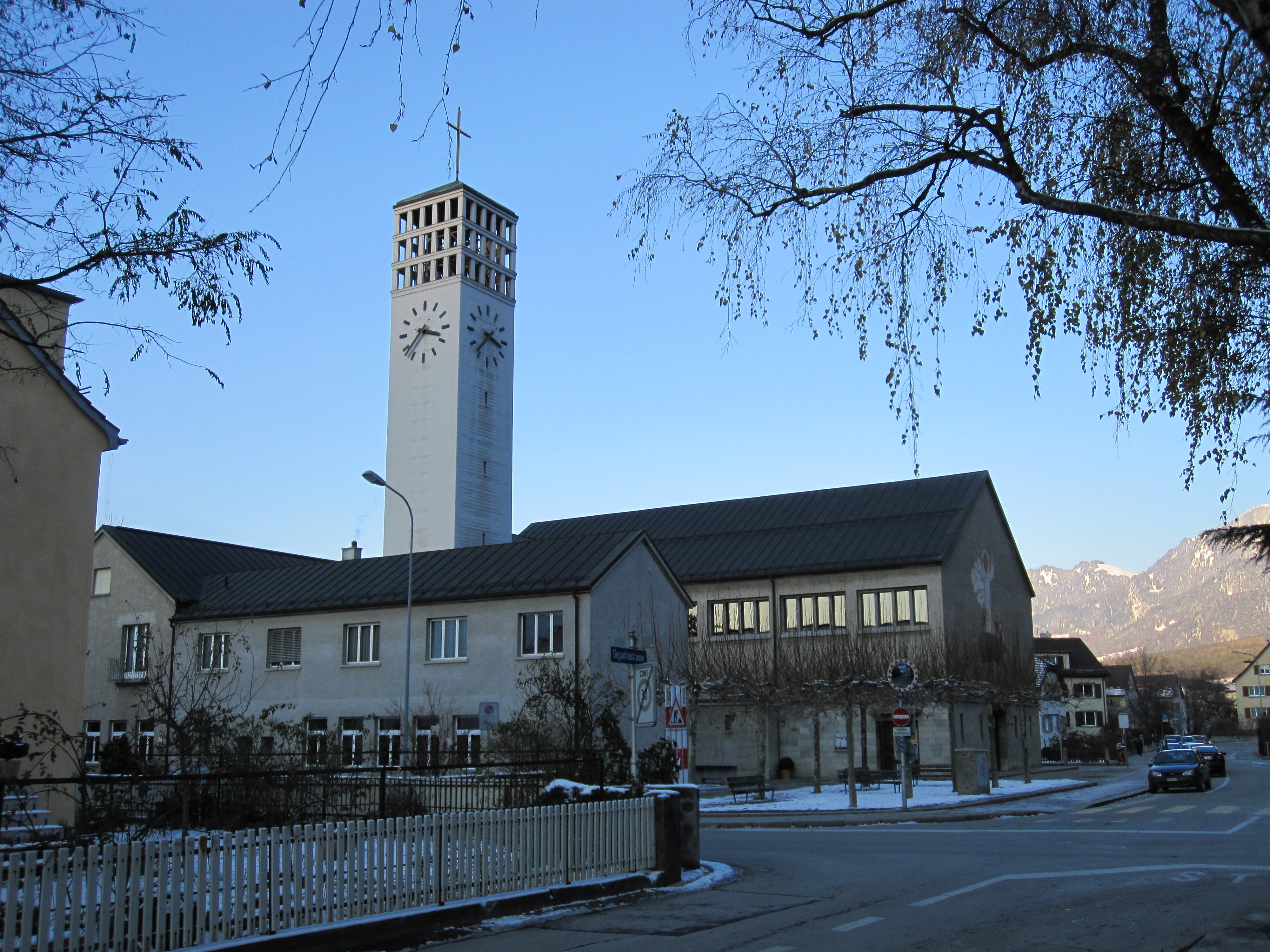
Erlöserkirche Chur

Die Erlöserkirche (so geläufig; eigentlich Pfarrkirche zum Heiligsten Erlöser) ist ein römisch-katholischer Kirchenbau im Bündner Hauptort Chur. Sie liegt im Rheinquartier in der Tödistrasse 10. Die Kirche ist mit der Kathedrale St. Maria Himmelfahrt, der St. Luziuskirche und der Heiligkreuzkirche eines der vier Gotteshäuser der katholischen Kirchgemeinde Chur. Sie war der erste römisch-katholische Kirchenbau in Chur nach der Annahme der Reformation in der Stadt im 16. Jahrhundert.

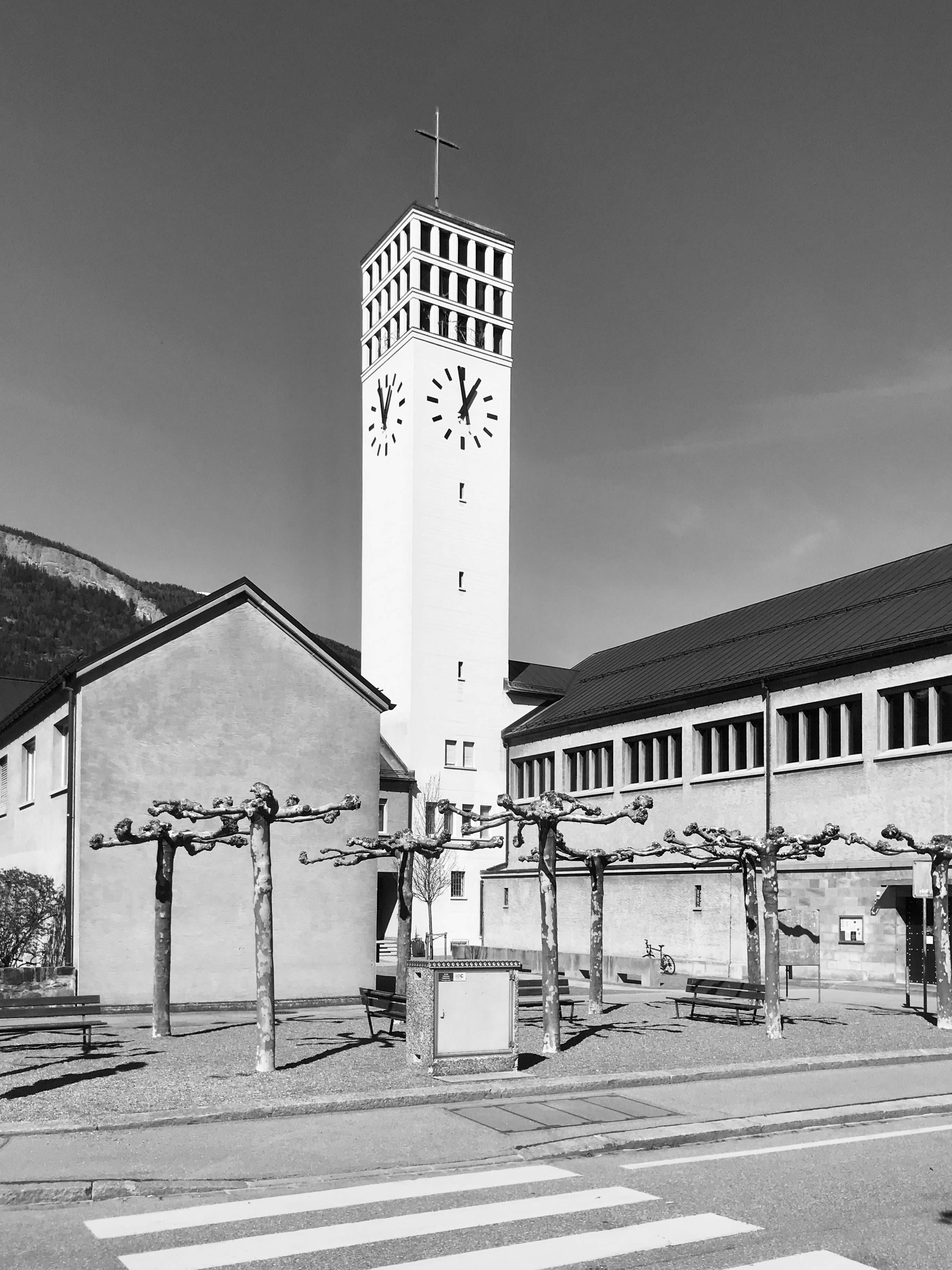
Südansicht

## Geschichte

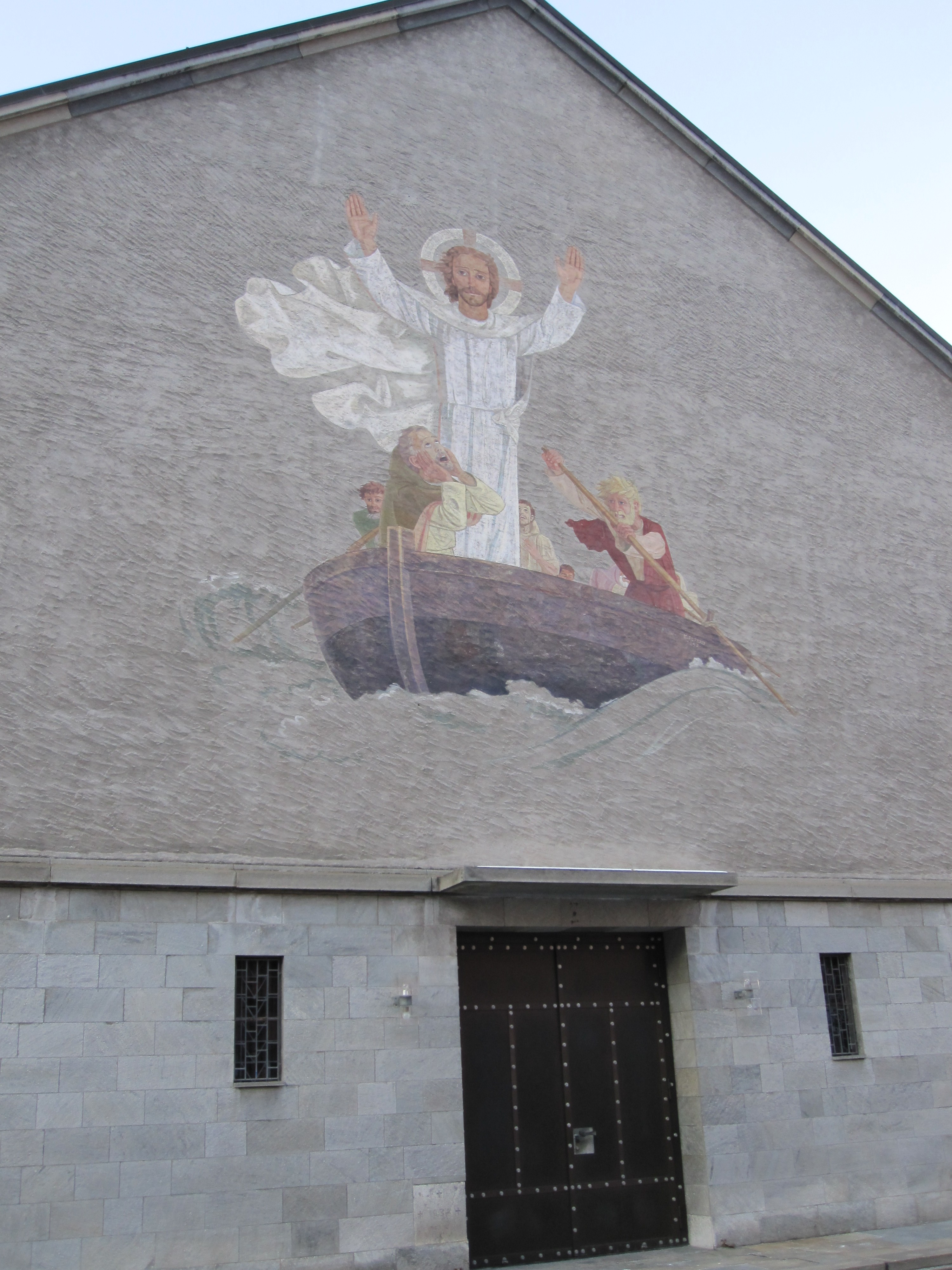
Portalseite

Die Kirche wurde 1934 durch den einheimischen Architekten Walter Sulser erstellt. Am 29. September 1935 wurde der Bau durch den Churer Bischof Laurenz Matthias Vincenz eingeweiht. Die Baurechnung belief sich auf 414'823 Schweizer Franken und brachte die Kirchgemeinde im Zuge der aktuellen Weltwirtschaftskrise in finanzielle Schwierigkeiten.
In den Jahren von 1993 bis 1995 wurde der Bestand unter Beibehaltung des Architekturstils und der vorhandenen Formensprache der Gründerzeit von den örtlichen Architekten Pablo Horváth und Jürg Ragettli erweitert und mit einem gekiesten Vorplatz versehen.

## Ausstattung

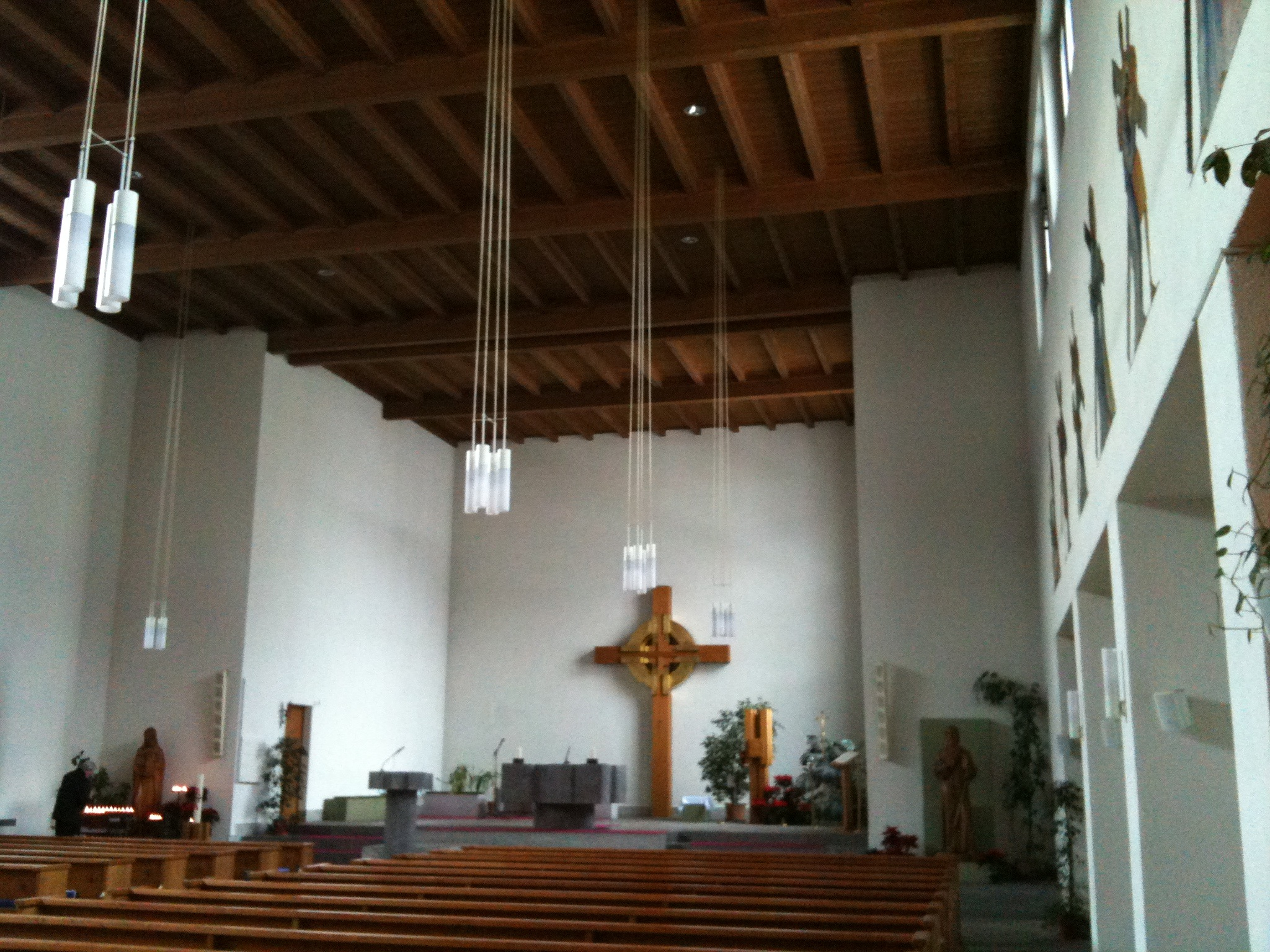
Innenraum

Der weitgehend schmucklose und unambitiöse Bau will Zeugnis der Alltagsarchitektur geben und wird dem Konservativen Modernismus der Zwischenkriegszeit zugerechnet.
Das Kircheninnere zeigt einen fast quadratischen Chor nur mit Volks- und ohne Hochaltar. Er ist zum Kirchenschiff hin vierstufig erhöht und durch eine Leistendecke flach geschlossen. In den beiden Windfängen Glasmalereien von Giuseppe Scartezzini aus dem Jahr 1936. 
Auf der Empore im hinteren Teil der Kirche befindet sich die Orgel, die 1969 von der Manufaktur Mathis Orgelbau, Näfels gebaut wurde. Sie verfügt über 28 Register auf zwei Manualen und Pedal.
Der 34 Meter hohe Turm ist aus Eisenbeton und liegt im Westen an den Chor an. In seiner Glockenstube sind vier Glocken (in abnehmender Reihenfolge ihrer Grösse) angebracht: die Erlöserglocke (Schlagton c′), die Marienglocke (es′), die Antoniusglocke (g′) und die Schutzengelglocke (b′).